# Viszlát Edda!
Viszlát Edda! (węg. Żegnaj, Edda!) – koncertowy album węgierskiego zespołu rockowego Edda Művek, a jednocześnie ostatni album tzw. "klasycznej Eddy" przed rozpadem zespołu i powstaniem później "nowej Eddy". Nagrań dokonano podczas koncertu pożegnalnego w Miejskiej Hali Sportowej (Városi Sportcsarnok) w Miszkolcu (miejscu rozpoczęcia przez grupę kariery muzycznej) 17 grudnia 1983 roku. Na trwającym 2 godziny i 40 minut koncercie zagrano 31 utworów. Album został wydany w 1984 roku przez Hungaroton-Bravo na LP i MC i osiągnął na Węgrzech status platynowej płyty. W 1999 roku album został ponownie wydany, na CD przez Hungaroton.

## Lista utworów

### Strona A
1. "A keselyű" (5:52)
2. "Álmodtam egy világot" (4:04)
3. "Kínoz egy ének" (4:47)
4. "A hűtlen" (4:45)

### Strona B
1. "Adj menedéket" (3:25)
2. "Ítélet" (4:05)
3. "Álom" (2:43)
4. "Egek felé kiáltottam" (0:31)
5. "Ahogy élsz" (1:22)
6. "Minden sarkon álltam már" (1:21)
7. "Kölyköd voltam" (4:28)

### Koncert
Na koncercie zagrano następujące utwory:
1. "Kék sugár"
2. "Óh, azok az éjszakák"
3. "Rockénekes"
4. "Nekünk miért jó"
5. "Nehéz dolog"
6. "Micsoda komédia" (feat. György Róna)
7. "A keselyű"
8. "Álmodtam egy világot"
9. "Változás"
10. "Rossz állapot"
11. "A fémszívű"
12. "Engedjetek saját utamon"
13. "Jár a füstben a halál"
14. "Einz komma einz"
15. "A hűtlen"
16. "Elektromos szemek"
17. "Vörös tigris" (feat. György Csapó i István Darázs)
18. "Kínoz egy ének"
19. "Érzés" (feat. Ádám Török)
20. "Adj menedéket"
21. "A torony"
22. "Ítélet"
23. "Álom"
24. "Egek felé kiáltottam"
25. "Ahogy élsz"
26. "Minden sarkon álltam már"
27. "Elhagyom a várost"
28. "Hosszú az út" (feat. Károly Frenreisz i Tamás Papp)
29. "A játék véget ér"
30. "Kölyköd voltam"
31. "Elhagyom a várost"

## Wykonawcy
- Attila Pataky – wokal
- István Slamovits – gitara
- László Zselencz – gitara basowa
- Tamás Gally – instrumenty klawiszowe
- László Fortuna – perkusja
- János Kegye – saksofon

Na koncercie wystąpili również (muzycy ci nie występują jednak na albumie):
- István Darázs (ex-Edda) – wokal
- György Csapó (ex-Edda) – perkusja
- György Róna (ex-Edda) – gitara basowa
- Alfonz Barta (ex-Edda) – instrumenty klawiszowe
- Károly Frenreisz (Skorpió) – gitara basowa
- Tamás Papp (Skorpió) – perkusja
- Ádám Török (Mini) – flet